# フランク・ボーマン
フランク・フレデリック・ボーマン2世（Frank Frederick Borman II、1928年3月14日 - 2023年11月7日）は、アメリカ合衆国の宇宙飛行士である。月への最初のミッションであるアポロ8号の船長を務め、ジム・ラヴェル、ウィリアム・アンダースとともに月を訪れた24人の1人となった。また1975年から1986年までイースタン航空の最高経営責任者（CEO）を務めた。1978年にジミー・カーター大統領より宇宙名誉勲章を受章した。HBOのテレビドラマ『フロム・ジ・アース/人類、月に立つ』では、デビッド・アンドリューズに演じられた。

## 初期の人生
ボーマンはインディアナ州ゲーリーで生まれた。当地には、現在彼の名前にちなんで名付けられたフランク・ボーマン高速道路がある。寒く湿度の高い季節には膿瘻に悩まされたため、家族は気候の良いアリゾナ州ツーソンに引っ越し、ボーマンはここを故郷だと思っている。彼は15歳の頃から飛行を始めた。ツーソン高校を卒業し、フットボールチームでマネージャを務めた陸軍士官学校を1950年に卒業すると、彼はアメリカ空軍に入隊して戦闘機のパイロットになった。1957年にはカリフォルニア工科大学から航空工学の修士号を得た。後にボーマンはアメリカ陸軍のテストパイロット学校に選ばれ、テストパイロットとなった。彼は1962年にアメリカ航空宇宙局（NASA）の宇宙飛行士に選ばれた。

## NASA
ボーマンはNASAで2度の宇宙飛行を経験した。彼は、ジェームズ・マクディビット、ニール・アームストロング、ジェラルド・カー、ジョー・エングルとともに最初のミッションで機長を経験した5人のうちの1人である。彼は1965年にジェミニ7号の機長を務め、ジム・ラヴェルとともに14日間軌道に留まった。このミッションでは、ジェミニ6-A号との史上初のランデブーも行われた。ジェミニ6-A号が追いかけ、ジェミニ7号はその標的となった。ランデブーに成功すると、お互いの周りを回って画像や映像を撮影した。2機の宇宙船は0.3mの距離まで近づいた。
ボーマンは、ガス・グリソム、エドワード・ホワイト、ロジャー・チャフィーの3人が死亡したアポロ1号の訓練中の事故を調査するAS-204レビュー委員会で、宇宙飛行士として唯一の委員を務めた。1967年4月、委員会在籍中に、ボーマンはアメリカ合衆国上院がアポロ1号の事故の調査を始める前に証言を行う5人の宇宙飛行士の1人に選ばれた。彼の供述書は、アポロ計画が今後も安全に飛行できることを議会に納得させるのに役立った。
ボーマンの2度目の飛行は、1968年12月で、アポロ8号の機長としてであり、ジム・ラヴェル、ウィリアム・アンダースとともに宇宙へ行った。このミッションはもともとサターンVによる"Large Earth Orbit"ミッションの追跡と通信の試験を目的として計画されていたものだったが、ミッションに予定されていた月モジュールが12月の打上げに間に合わなかったため、最初の月周回ミッションに変更された。アポロ8号は1968年12月に月軌道に入り、月の周りを10周した。アポロ8号の3人の乗組員は、1968年の『タイム』誌のパーソン・オブ・ザ・イヤーに選ばれた。同年コリアー・トロフィー受賞。
このミッションは、1969年7月20日のアポロ11号による月面着陸への契機になった。
また、同じ1968年に公開された映画『2001年宇宙の旅』の登場人物に、フランク・プールとデヴィッド・ボーマンがおり、偶然とはいえ話題になった。

## イースタン航空
1970年にNASAとアメリカ空軍を退職すると、ボーマンは当時アメリカの大手国内線航空会社だったイースタン航空の顧問になり、1975年12月にCEOに昇格した。ボーマンはその知名度を生かしてCMに出演してイースタン航空のイメージアップを図り、またエアバスA300やボーイング757などの新鋭機材の導入を進めて運航の効率化を図った。これらの施策によってイースタン航空は1976年から1979年まで大幅な黒字を計上し、全米でも屈指の大手航空会社となった。
しかし、1978年の航空業界の規制緩和以降に設立された格安航空会社などとの競争によって、1980年代にはイースタン航空の経営は行き詰まりを見せるようになった。ボーマンは労働組合との争議を経て、イースタン航空をフランク・ロレンツォ率いるテキサス・インターナショナル・エアに売却し、1986年にイースタン航空を退職した。
その後のイースタン航空は、リストラを図るロレンツォとそれに対抗した労働組合のストライキによって業績がさらに悪化した。1989年には連邦倒産法第11章の適用を申請したが、それでも再建が出来ず1991年に運航を停止し、清算された。1991年ワシントン賞受賞。

## 引退
ボーマンは引退後、アリゾナ州ツーソンに戻り、2006年現在では、ニューメキシコ州ラスクルーセスで、第二次世界大戦や朝鮮戦争時の航空機を修理し、乗りながら暮らしている。Society of Antique Modelersのメンバーでもあり、2008年にはアリゾナ大学で卒業式のスピーチを行った。ボーマンの姿は、ドキュメンタリー番組『When We Left Earth: The NASA Missions』の中で見ることができる。また2008年11月13日には、NASA TVの企画で、ジム・ラヴェル、ウィリアム・アンダースとともにアポロ8号についての対談を行った。
2023年11月7日、モンタナ州ビリングスで死去。95歳没。

## 引用
「もしあの時ロケットが噴射してくれなかったら、私はまだ月の軌道にいた。永遠に。私は本当にそれが嫌だった。」 - ドキュメンタリー番組『When We Left Earth: The NASA Missions』の中で、アポロ8号について語った言葉